# Psecas bacelarae
Psecas bacelarae är en spindelart som beskrevs av Lodovico di Caporiacco 1947. Psecas bacelarae ingår i släktet Psecas och familjen hoppspindlar. Inga underarter finns listade i Catalogue of Life.